# Monumento natural del Islote de Halcones
El monumento natural del Islote de Halcones es un espacio natural protegido de Lanzarote, España. Se encuentra dentro del parque nacional de Timanfaya.

## Protección
El monumento natural del Islote de Halcones se encuentra incluido dentro del parque nacional de Timanfaya, pero no fue hasta 1994 cuando esta caldera, anterior a la erupción de 1730, de 10,6 hectáreas y localizada en pleno centro del parque fue reclasificada como monumento natural.

## Características
La totalidad del área que comprende el monumento natural está formada por materiales antiguos anteriores a la erupción de 1730-36. Corresponde a un cono freatomagmático prácticamente enterrado por las erupciones recientes, concretamente por las coladas de Montaña Rajada.
Estas zonas que conservaron parte de la vegetación original se denominan en Lanzarote islotes. Esta vegetación es la correspondiente al piso bioclimático infracanario árido, concretamente el tabaibal y el ahulagar-pastizal. Entre las especies más representativas estarían: tabaiba dulce (Euphorbia balsamifera), tabaiba mora (Euphorbia regis-jubae), hierba ratonera (Forsskaolea angustifolia), jarilla lustrosa (Helianthemun canariense), ahulaga (Launaea arborescens), cuernecillo rosado (Lotus glinoides), ratonera ocucha (Parietaria debilis), hierba negrilla (Bupleurum semicompositum), jarilla lustrosa (Helianthemum thymiphyllum), o balango (Avena canariensis).
La fauna es escasa y se limita a unos 25 taxones de invertebrados, unos pocos reptiles como el lagarto atlántico (Gallotia atlantica) o el perenquén (Tarentola angustimentalis). Así mismo nidifican unas 16 especies de aves entre las que destacan las rapaces como una subespecie de lechuza común (Tyto alba gracilirostris),  o el cernícalo (Falco tinnunculus dacotiae).